# Остин (зенитный бронеавтомобиль)
«Остин» — зенитный автомобиль на базе шасси трёхтонного грузовика фирмы Austin Motor Company, разработанный в Российской империи в конце 1914 — начале 1915 года. Был выпущен один опытный экземпляр. Один из первых зенитных бронеавтомобилей в мире.

## История создания
В конце 1914 года в связи с усилением роли авиации в войне возник вопрос о борьбе с ней. Потребовалось создание орудия, способного подбивать вражеские самолёты, и возможность её установки на шасси автомобиля, для придания ей мобильности. В Российской империи для этих целей была создана модификация 57-мм пушки Гочкисса и партия английских грузовиков Austin, на шасси которых и был создан бронеавтомобиль, на который впоследствии и ставилось это орудие. После испытаний (в начале 1915 года) ГАУ Русской императорской армии приняло решение о создании батареи этих автомобилей для борьбы с авиацией (предполагалось — и с наземными целями).

## Описание конструкции

### Броневой корпус
Корпус собирался из броневых листов толщиной 4-6 мм на основе каркаса. Схожую конструкцию имела и защита орудийной площадки. Имеющиеся броневые листы обеспечивали защиту от пуль стрелкового оружия. Тем не менее, реальные характеристики защиты оставляли желать лучшего ввиду открытого размещения орудия и его расчета. Сверху кабину защищала изогнутая крыша, сзади — вертикальный бронелист с окном для связи с артиллеристами.

### Вооружение
Для борьбы с воздушными целями предполагалось использование 57-мм пушки Гочкисса со стволом длиной 40 калибров. В боекомплект орудия входили стальная граната весом 2,73 кг и картечный снаряд весом 3,69 кг. В случае с гранатой начальная скорость снаряда достигала 650 м/с. Максимальная дальность эффективного огня достигала 2,5 км, что позволяло атаковать цели на малых высотах.

## Оценка бронеавтомобиля и боевое применение
К сожалению, в серийное производство «Зенитные Остины» не вступили. Пожар в Брест-Литовске уничтожил все модифицированные пушки Гочкисса. Позже от этой идеи и вовсе отказались. В целом «Зенитный Остин» был вполне современной конструкцией, а предполагавшееся использование его в борьбе с авиацией — и вовсе новаторство, проявленное отечественными конструкторами (и причём за год до появления в Российской империи импортных зенитных бронеавтомобилей Пирлесс).